# Tabagón
Tabagón (oficialmente San Xoán de Tabagón) es una parroquia perteneciente al municipio pontevedrés de El Rosal. Según el IGE, en 2019 residían 580 personas en la parroquia, 281 varones y 299 mujeres.

## Lugares
Según el IGE, en la parroquia se encuentran los siguientes núcleos de población:
- A Paradela.
- A Portela.
- A Rúa da Cal.
- A Rúa de Abaixo.